# MX 2002 featuring Ricky Carmichael
MX 2002 featuring Ricky Carmichael est un jeu vidéo développé par Pacific Coast Power & Light et publié par THQ pour la PlayStation 2 , la Xbox et la Game Boy Advance en 2001. Il s'agit du troisième jeu de course de motocross publié par THQ à être approuvé par le pilote de motocross professionnel Ricky Carmichael , après Championship Motocross featuring Ricky Carmichael et sa suite, Championship Motocross 2001 Featuring Ricky Carmichael , ainsi que le premier jeu de la trilogie MX de THQ , une série faisant suite à la duologie Championship Motorcross qui deviendrait éventuellement une partie de sa franchise de courses crossover MX vs. ATV . Une suite, MX Superfly , est sortie en 2002 et également approuvée par Carmichael.

## Développement
MX 2002 a été initialement développé comme une suite de Championship Motocross 2001 Featuring Ricky Carmichael , avant de subir des changements importants qui l'ont conduit à être rebaptisé comme le début d'un nouveau successeur de la duologie Championship Motocross . Tiertex Studios, qui a développé la version Game Boy Color de Championship Motocross 2001 , a développé une version Game Boy Advance de MX 2002 qui présentait également des graphismes 3D.

## Réception
| Résultats agrégés         | Résultats agrégés | Résultats agrégés | Résultats agrégés |
| ------------------------- | ----------------- | ----------------- | ----------------- |
| Agrégateur                | Score             | Score             | Score             |
| Agrégateur                | GBA               | PS2               | Xbox              |
| GameRankings              | 42%               | 78%               | 71%               |
| Metacritic                | N/A               | 76/100            | 74/100            |
| Notes d'évaluation        |                   |                   |                   |
| Publication               | Score             | Score             | Score             |
| Publication               | GBA               | PS2               | Xbox              |
| Electronic Gaming Monthly | N/A               | 7.33/10           | N/A               |
| EP Daily                  | N/A               | 8.5/10            | 8/10              |
| Game Informer             | N/A               | 7/10              | 7.5/10            |
| GameSpot                  | N/A               | 7.6/10            | 7.1/10            |
| GameSpy                   | N/A               | 76%               | 73%               |
| GameZone                  | N/A               | 8.3/10            | 9/10              |
| IGN                       | 5/10              | 8.3/10            | 7.5/10            |

La version PlayStation 2 a reçu des « critiques généralement favorables », tandis que la version Xbox a reçu des critiques supérieures à la moyenne, selon le site Web d'agrégation de critiques Metacritic ,  Alors que Jim Preston de NextGen a critiqué le jeu pour ses graphismes « ordinaires » et son système de cascades « maladroit » pour la version PS2,  le magazine était plus positif pour la version Xbox en raison de ses meilleurs contrôles et de ses didacticiels intégrés.  Dan Elektro de GamePro a déclaré que l'ancienne version console « pourrait trouver sa véritable niche auprès des grands fans de motocross, mais les joueurs occasionnels seront très probablement laissés dans la poussière. »